# Ido Drent
Ido Drent (* 27. Januar 1987 in Pretoria) ist ein südafrikanischer Schauspieler, der dem deutschen Fernsehpublikum durch seine Rolle als Detective Sergeant (DS) Justin Harding in der Fernsehserie „Auckland Detectives – Tödliche Bucht“ (im Original „The Gulf“) bekannt geworden ist.

## Leben
Er wuchs bis zum Alter von 8 Jahren in Potchefstroom in Südafrika auf. Im Januar 1996 zog er mit seiner Familie nach Neuseeland. Während der High School in Hamilton war er ein begeisterter Tennisspieler. Nach dem Abitur studierte Drent Betriebswirtschaft und arbeitete in der Immobilienentwicklungsbranche. Nach einigen Teilzeitjobs bei Fernsehspots begeisterte er sich für die Schauspielerei. Er  arbeitete auch als Model und wurde bei diversen Modeling-Agenturen unter Vertrag genommen. Danach besuchte er den Meisner Acting course und bewarb sich 2008 erfolgreich für eine Rolle in der Seifenoper Shortland; hier debütierte für die Serie im März 2009 und wurde in der Rolle des Daniel Potts, der „schlimme Junge“ und illegitime Sohn der Sarah Potts (dargestellt von Amanda Billings), zum Frauenschwarm.
2012 gab Drent seine Rolle in der Serie Shortland Street auf, um Karrierechancen in Australien zu verfolgen. Im Mai 2013 begann er in der Fernsehserie Offspring. Er bekam auch die Rolle des Drummers Jon Farriss bei der Miniserie über die Band INXS.
Ido Drent lebt zurzeit in Auckland, Neuseeland. Er ist stark christlich geprägt und Mitglied der Pfingstgemeinde. Seit Dezember 2011 ist er mit der Visagistin Mandy (Amanda) Hodges verheiratet. Ihr gemeinsamer Sohn Bastion Dirk wurde 2015 und ihre Tochter Elliotte Lilian wurde 2016 geboren.
Drent war in den Jahren 2010, 2011 und 2012 Botschafter bei der christlichen Nichtregierungsorganisation World Vision Australien und beteiligte sich an der Aktion „40-Stunden-Hungersnot“, bei der er Geld für bedürftige Kindern in Osttimor sammelte. Er engagierte sich auch für die McDonald’s Kinderhilfe und nahm in diesem Rahmen an einem Laufwettbewerb teil, bei dem er eine Woche lang 20 km pro Tag laufen musste, um Geld für die Wohlfahrtsorganisation „Ronald McDonald House“ zu sammeln. Er musste jedoch abbrechen, weil er krank wurde und befürchtete, dass er Meningitis haben könnte. Zudem setzt er sich bei einer Kampagne in Neuseeland gegen das Rauchen ein.

## Filmografie

### Filme
- 2014: Never Tear Us Apart: The Untold Story of INXS
- 2016: A Woman’s Right to Shoes

### Fernsehserien
- 2009–2012: Shortland Street
- 2010–2016: Offspring
- 2015: Ash vs Evil Dead
- 2015: When We Go to War
- 2016: The Brokenwood Mysteries
- 2019–2021: Auckland Detectives – Tödliche Bucht

### Fernsehdokumentationen
- 2016: The Making of the Mob
- 2019: Das römische Reich

## Preise und Auszeichnungen
- 2010 erhielt er für seine Rolle in Shortland von dem New Zealand TV Guide den Best on the Box Award als „Rising Star“
- 2010 Zweiter Preis bei den Throng Shortland Street Fan Awards als „Hottest Male Actor“
- 2011 nominiert für seine Rolle in Shortland Street als „Favourite TV star“ für den What Now Awards und für den Girlfriend Faves Forever Award als „Celeb Male 2011“